# NGC 6453
NGC 6453 هي مجرة تتبع كوكبة العقرب. اكتشفها جون هيرشل في 8 يونيو 1837.

## روابط خارجية
- NGC 6453 على موقع ويكي سكاي: DSS2, SDSS, GALEX, IRAS, Hydrogen α, X-Ray, Astrophoto, Sky Map, Articles and images